# آب‌انبار آذری
آب‌انبارآذری ، آب‌انباری است مربوط به دوره قاجار که که در روستای بیدسکان از توابع دهستان باغستان بخش مرکزی شهرستان فردوس واقع شده‌است. این اثر در تاریخ ۲۷ آبان ۱۳۸۵ با شمارهٔ ثبت ۱۶۴۷۸ به‌عنوان یکی از آثار ملی ایران به ثبت رسیده است.